# Soko (muziekgenre)
Soko, ook geschreven als sokko of psoko, is een type liederen in Suriname. Ze worden ook wel soko-psalmen genoemd vanwege hun religieuze betekenis.
De soko's zijn stichtelijke liederen die hun herkomst kennen uit de tijd van de slavernij. Met de liederen worden de voorouders vereerd. Ze worden gezongen in een Afrikaanse taal en zijn amper te vertalen naar het Sranantongo. Oorspronkelijk vormden de soko's de inleiding van een ceremonie en werd daarna overgegaan op andere stijlen.
De Soko-psalmen zijn vooral bekend onder Surinamers die zich bezig houden met Afro-religieuze muziek. Er wordt gezongen in het vraag-en-antwoord-spel, in het Sranantongo aksi-piki genoemd. Er is in principe geen begeleiding van muziekinstrumenten. De banja is na de soko een belangrijke stijl voor de marrons in de voorouderverering.
Enkele musici die zich met dit genre hebben beziggehouden zijn Emma Mais, Johan Zebeda, Ma Es en Mavis Noordwijk.